# Черняхівське
Черняхі́вське (до 01.02.1945 Столипіне) — село Іванівської селищної громади Березівського району Одеської області в Україні. Населення становить 200 осіб.
16.05.1964 року с. Гнатове та с-ще Черняхівський були об'єднані в одне село Черняхівське.

## Населення

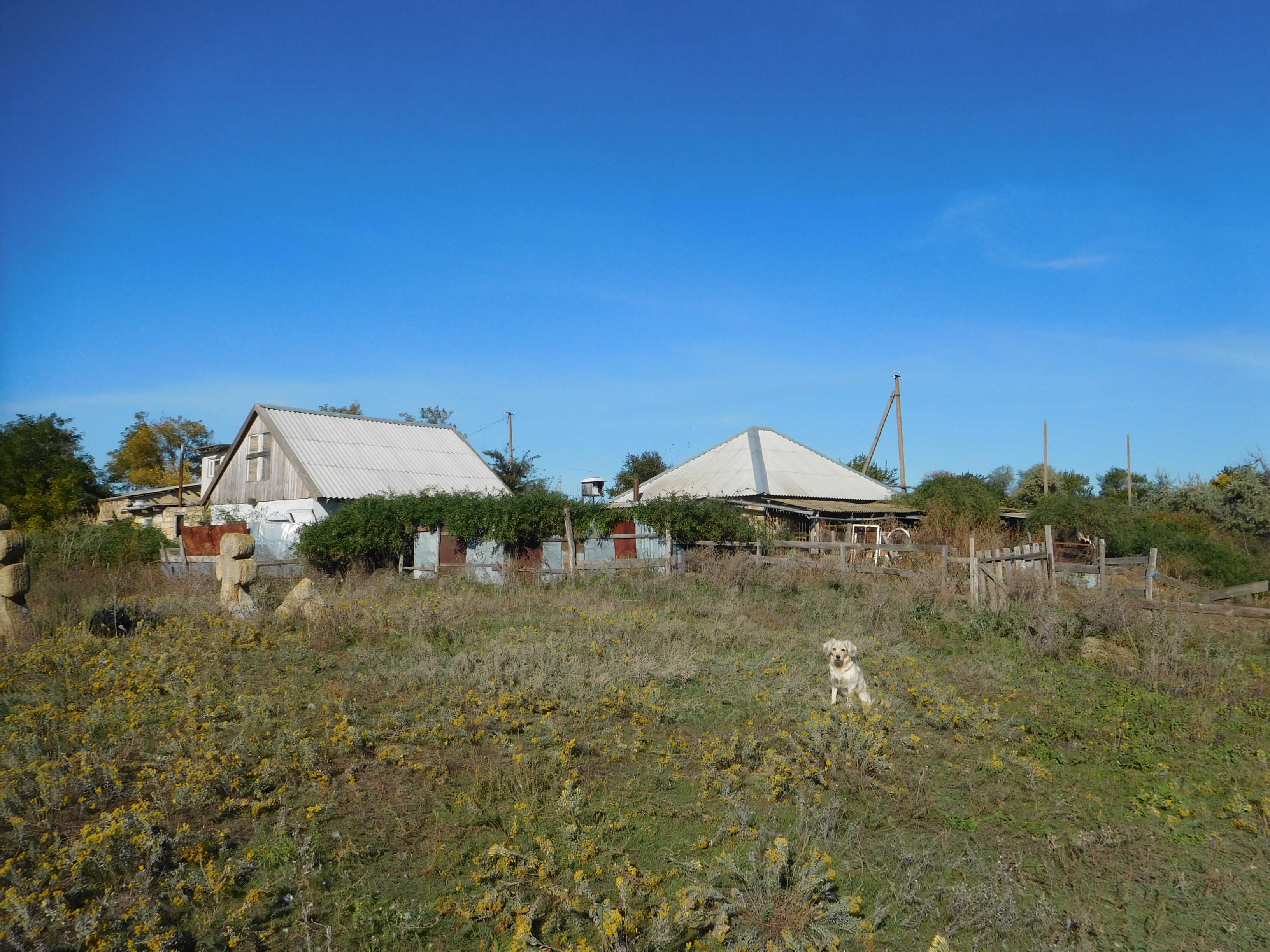
Колишній хутір Стара Вандалинівка поблизу села

Згідно з переписом 1989 року населення села становило 206 осіб, з яких 97 чоловіків та 109 жінок.
За переписом населення 2001 року в селі мешкало 198 осіб.

### Мова
Розподіл населення за рідною мовою за даними перепису 2001 року:
| Мова       | Відсоток |
| ---------- | -------- |
| українська | 83 %     |
| російська  | 6,5 %    |
| румунська  | 6 %      |
| гагаузька  | 4,5 %    |